# Ernst Pfeifer
Ernst Pfeifer (* 15. Februar 1862 in Bibra; † 13. Juni 1948 in München) war ein deutscher Bildhauer und Kunsthistoriker.

## Leben und beruflicher Werdegang
Ernst Pfeifer wurde als Sohn des Pfarrers Ernst Justus Pfeifer (* 3. Juli 1818 in Suhl; † 9. Januar 1876 in Bibra) und seiner Ehefrau Friederike Sophie Louise Pfeifer geb. Möller (* 25. Mai 1829 in Erfurt; † 12. Juni. 1903 in Nöschenrode) geboren.
Er absolvierte zunächst von 1879 bis 1883 eine Lehre bei dem Holzbildhauer Gustav Kuntzsch in Wernigerode und war anschließend von 1884 bis 1885 Schüler des Bildhauers Otto Lessing in Berlin. Von 1885 bis 1887 besuchte er die Kunst- und Kunstgewerbeschule Nürnberg. Sein Studium schloss er von 1887 bis 1890 an der Akademie der Bildenden Künste München (Bildhauerschule Rümann) ab.
Ernst Pfeifer erhielt eine Professur für Plastik an der Königlich Bayerischen Technischen Hochschule München – Architekten-Abteilung.

## Werke (Auswahl)
- 1891–1897: Dekorative Ausstattung (figürliche Plastik) des Münchner Justizpalastes mit weiteren Münchener Bildhauern.[3][9]
- 1893–1900: Vasen auf den Brüstungen der Terrassen des Münchner Künstlerhauses an der Bachstraße (seit 1905: Lenbachplatz).[10][11]
- 1894–1900: Stuckarbeiten im Treppenhaus des Sammlungsgebäudes und im Erdgeschoss der kulturhistorischen Sammlungen sowie Vasen im Bogengang des Studiengebäudes des Bayerischen Nationalmuseums in München.[3][12]
- 1896–1900: Relief mit Mädchen mit Handorgel und Relief mit Leierspielerin im Künstlerhaus München.[13]
- 1897: Ludwigsbrunnen in Aschaffenburg mit Architekt Paul Pfann.[14]
- 1898: Relief mit Büste von Friedrich von Schmidt an der Westwand der Herz-Jesu-Kirche Köln (nicht erhalten).
- 1898: Ludwig-Steub-Denkmal, Felsenrelief am Mühlbichl in Brixlegg, Tirol.[15][16]
- 1898–1899: Stuckfassade nach Plänen des Architekten Friedrich von Thiersch für das Wohnhaus des Hopfenhändlers Jacob Reinemann in der Münchner Maxvorstadt (1934 abgebrochen).
- 1898–1901: Gestaltung der Schmuckelemente des Müller’schen Volksbades in München.
- 1899–1900: Flachschnitzereien im Herrenzimmer der Betz'schen Gastwirtschaft[17] an der Törringstraße in München-Bogenhausen.[18]
- 1899–1900: Portalschmuck des Geschäftsgebäudes Ostermayr & Söhne in der Nürnberger Königstraße 55–57 (zerstört 2. Januar 1945).[19][20][21]
- 1899–1901: Ornamentale und figürliche Schmuckteile der Fassaden des Hauses für Handel und Gewerbe am Maximiliansplatz in München.[22][23]
- Um 1900: Entwicklung des klassischen Münchner Grünen Städtischen Trinkbrunnens mit Architekt Wilhelm Bertsch.
- 1900–1901: Künstlerische Gestaltung des Prinzregententheaters in München mit weiteren Bildhauern.[24]
- 1900–1901: Künstlerische Ausgestaltung der evangelisch-lutherischen Kirche in Aeschach mit weiteren Bildhauern.[25]
- 1900–1903: Tympanon über dem Haupteingang und in Stuckmarmor ausgeführte Kanzel der Garnisonkirche in Ludwigsburg.[26]
- 1902: Epitaph für Pfarrer Ernst Justus Pfeifer in der St.-Maria-Magdalena-Kirche Bad Bibra.[4]
- 1902–1903: Reliefs an den Pfeilern und Jochen der Reichenbachbrücke in München mit den Bildhauern Ludwig Dasio[27] und Fridolin Gedon.[28][29][30][31]
- 1903: Skatbrunnen in Altenburg.[3]
- 1903: Historisierende Villa mit Schopfwalmdächern in München, Brunhildenstraße 25.[32]
- 1903–1905: Bildnerischer Schmuck der Münchener Maximiliansbrücke.[31]
- 1905–1907: Flachrelief in der Kuppel der Wandelhalle des Wiesbadener Kurhauses.[3][33]
- 1906: Reiterfigur Ludwig der Reiche im Tympanon des Hauptportals der Universität München, Amalienstraße 58.[34][35]
- 1907–1910: Zwei auf mächtigen Voluten ruhende Kinderfiguren in Grau-Schnöllmarmor am Beginn der Treppenhandläufe im Haupttreppenhaus der Königlichen Poliklinik an der Pettenkoferstraße in München.[36]
- 1908: Tympanon über dem Portal der Christuskirche München.
- 1908: Sechsteilige Lichtmasten im Münchener Ausstellungspark.[37]
- 1910–1916: Turmportal mit allegorischer Darstellung von Technik und Kunst des Thierschbaus der Technischen Universität München (TUM).[38]
- 1911: Bronzelöwe an der Einfahrt zum Vorhof der Löwenbrauerei in München, Nymphenburger Straße.[39]
- 1911–1915: Tierplastiken in Muschelkalk über den Chorarkaden der ehemaligen Augustinerkirche in München.[40][41]
- 1914–1915: Plastischer Schmuck am Außenbau der Lebensversicherungsbank Arminia in München, Barer Straße 15 (im Zweiten Weltkrieg zerstört).[42][43]
- 1914–1916: Künstlerische Gestaltung des Neuen Kurhauses in Aachen mit weiteren Bildhauern.[44]
- 1920: Lingg-Brunnen in Lindau (Bodensee) mit Architekt Friedrich von Thiersch.
- 1935: Musizierende Engelfiguren zur Zierde des Prospektes der Heerwagen-Orgel der St.-Maria-Magdalena-Kirche Bad Bibra.
- 1938: Skulptur Adam und Eva auf dem Friedhof in Bad Bibra.[45][46]

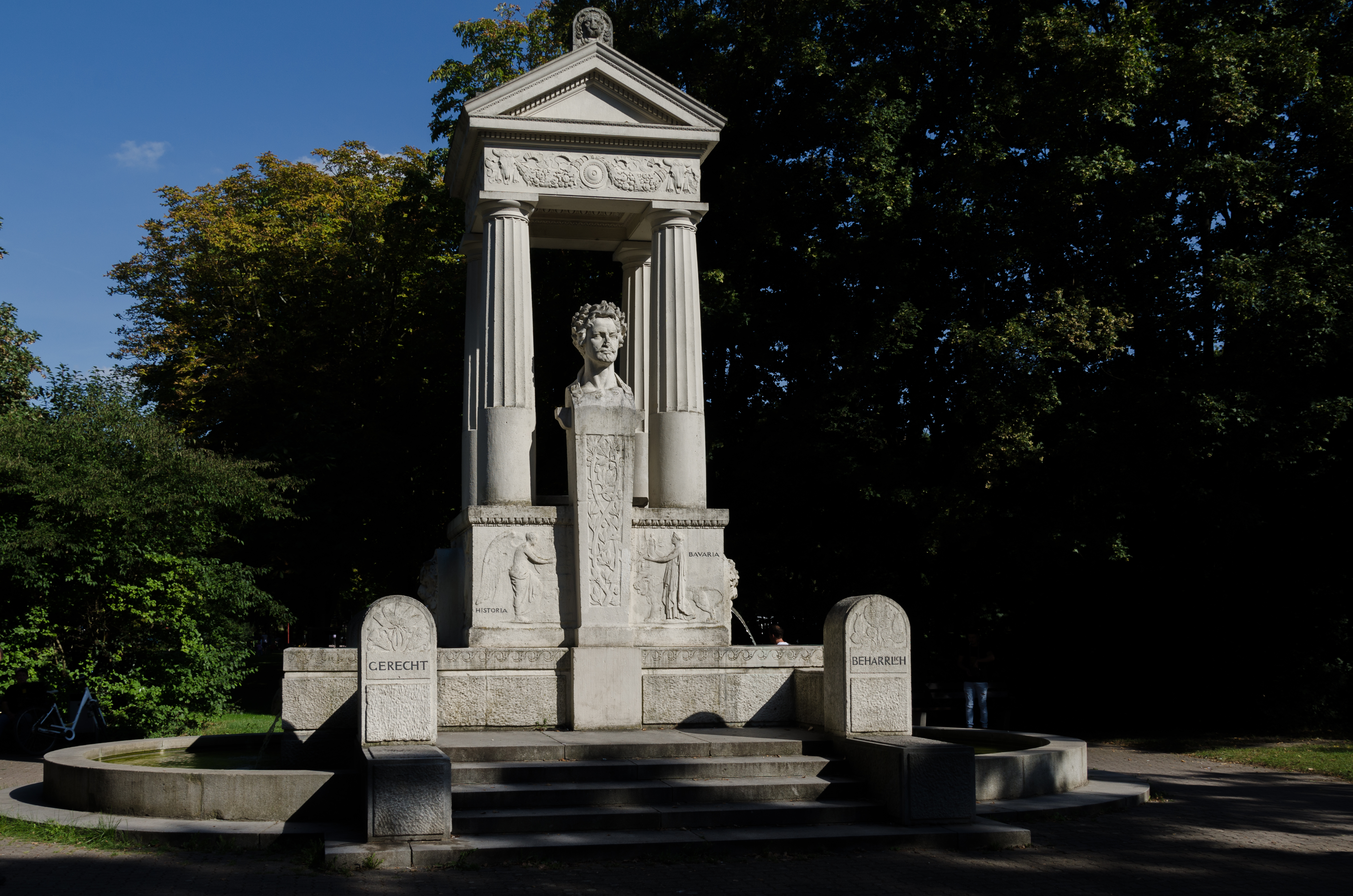
Ludwigsbrunnen in Aschaffenburg
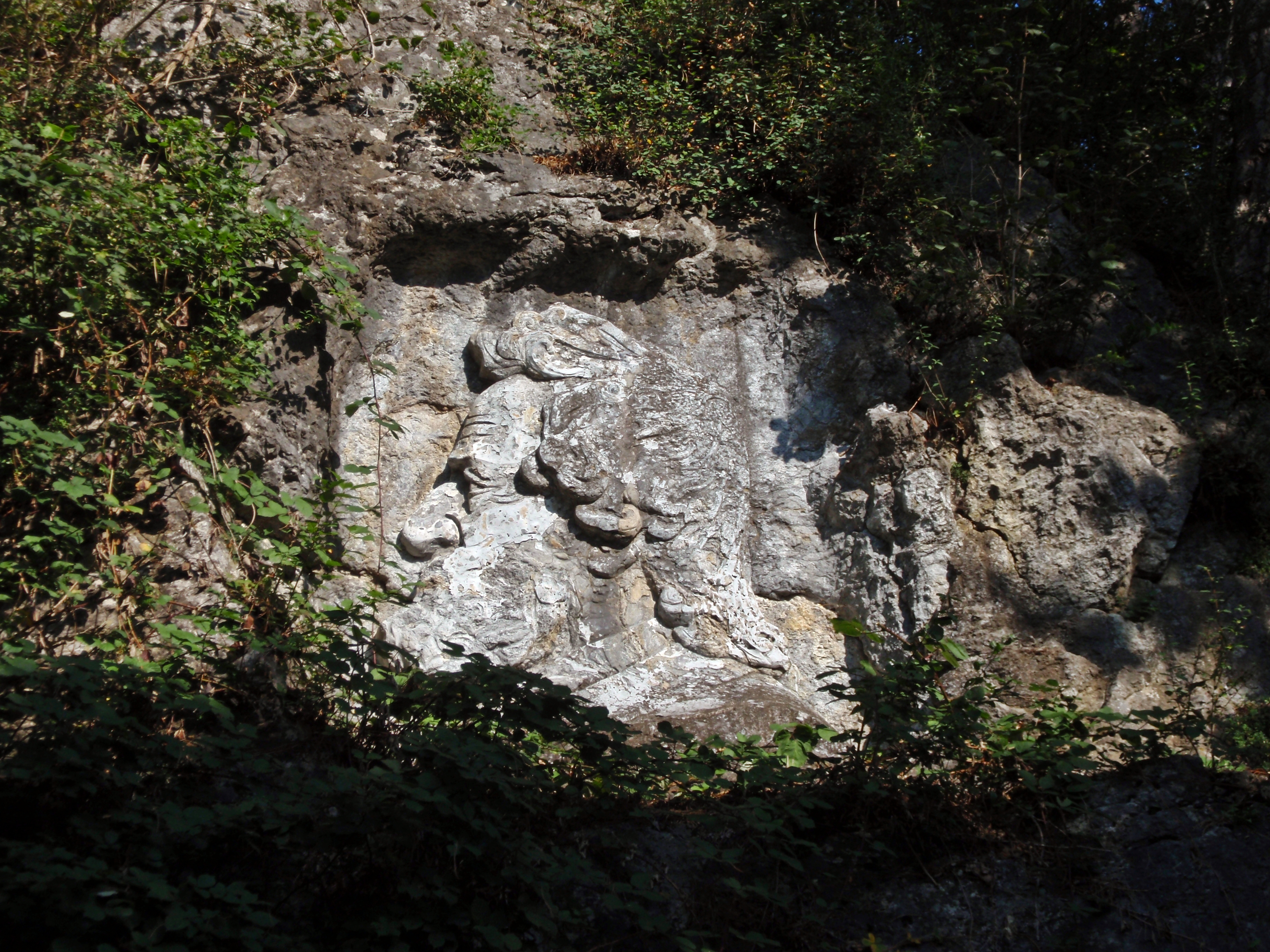
Ludwig-Steub-Denkmal in Brixlegg
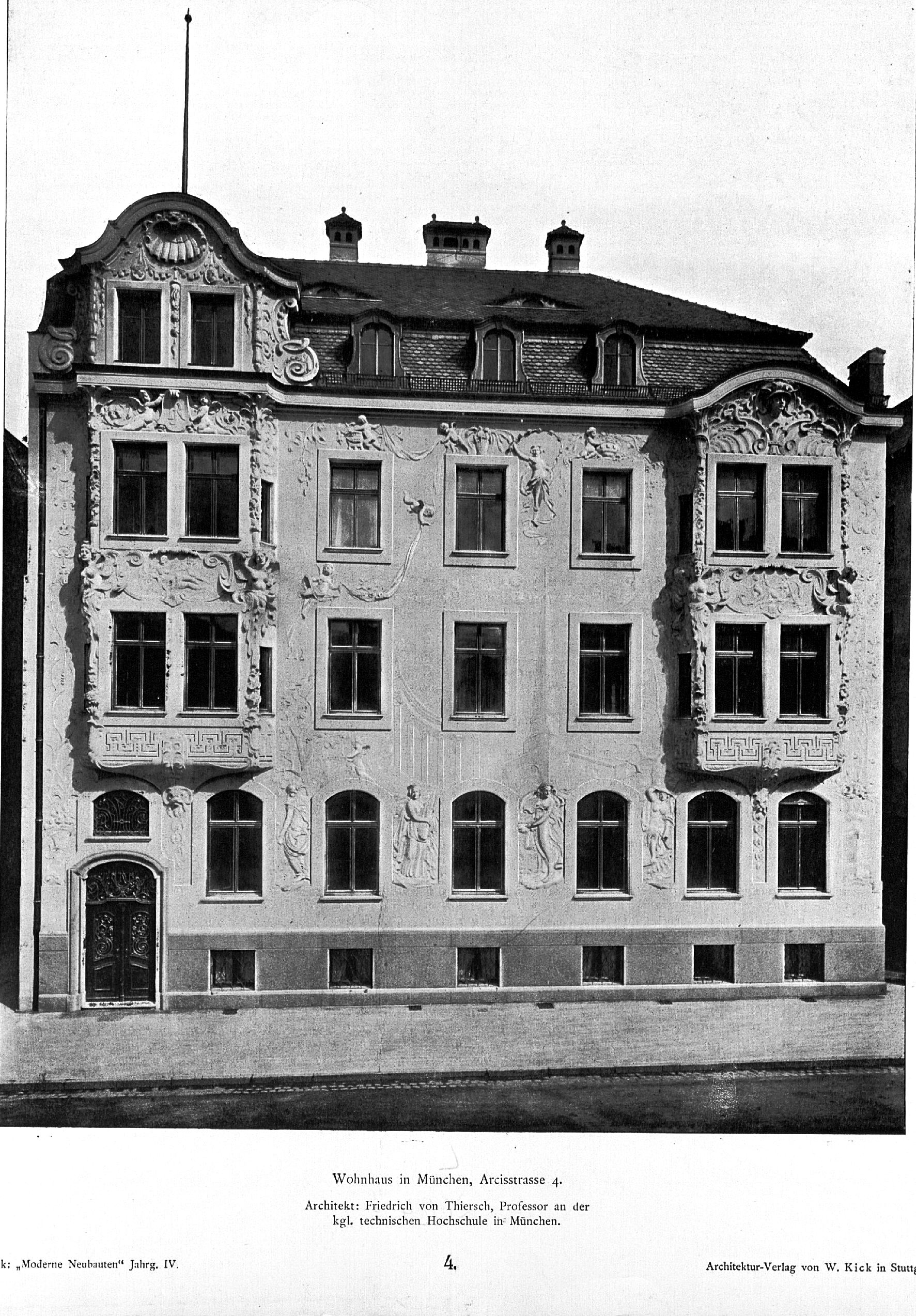
Wohnhaus Reinemann in der Münchner Maxvorstadt
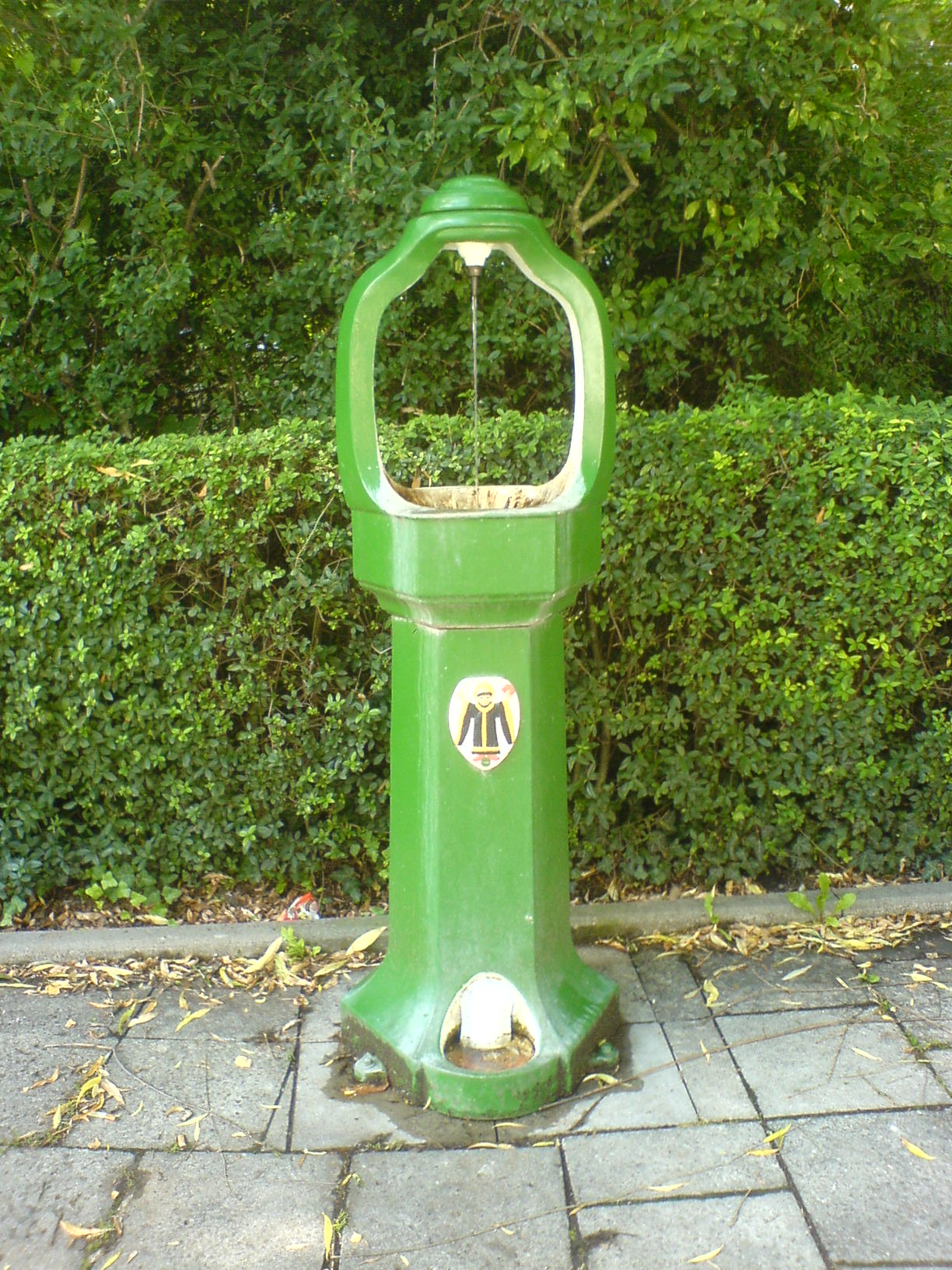
Grüner Städtischer Trinkbrunnen in der Münchner Nockherstraße
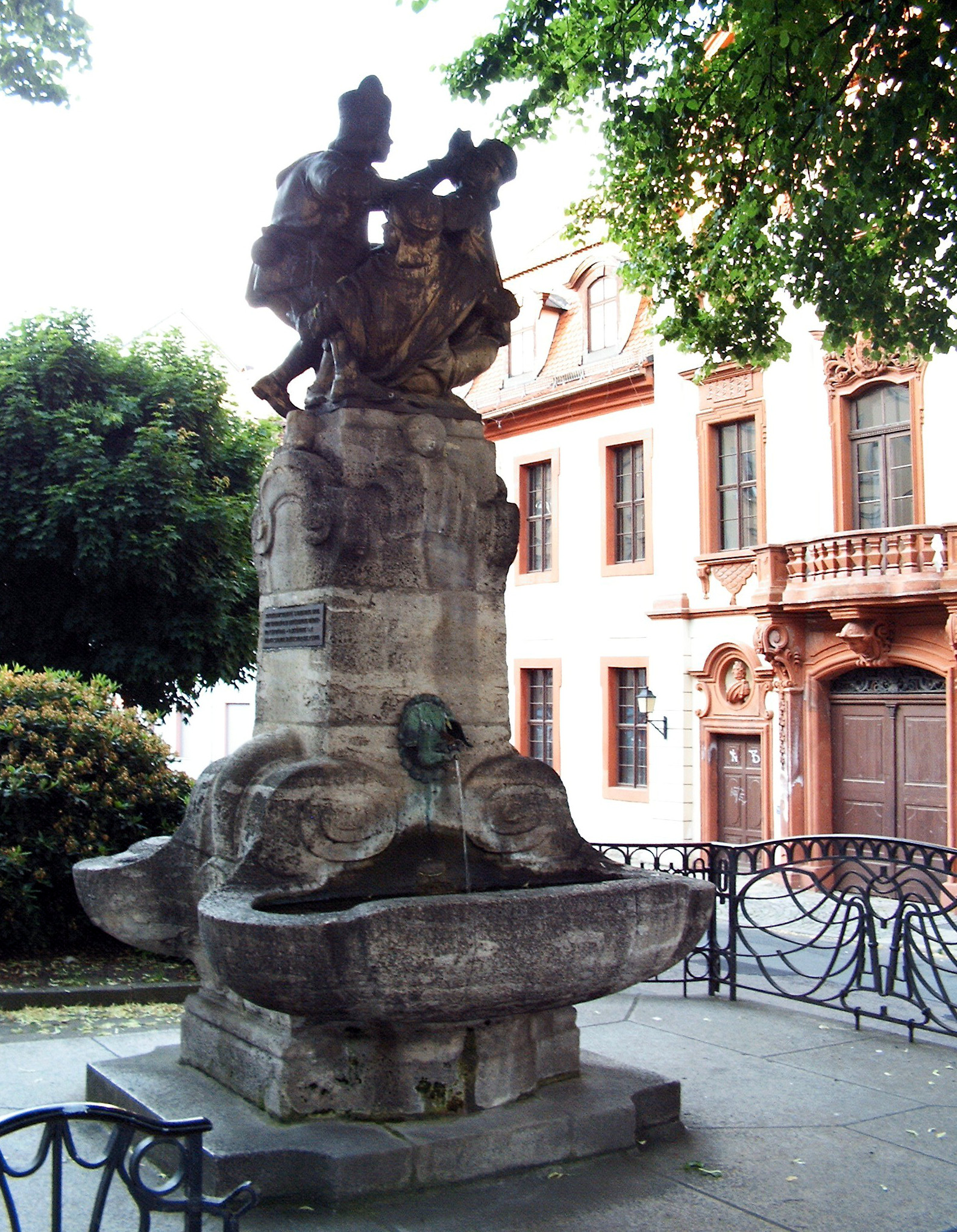
Skatbrunnen in Altenburg
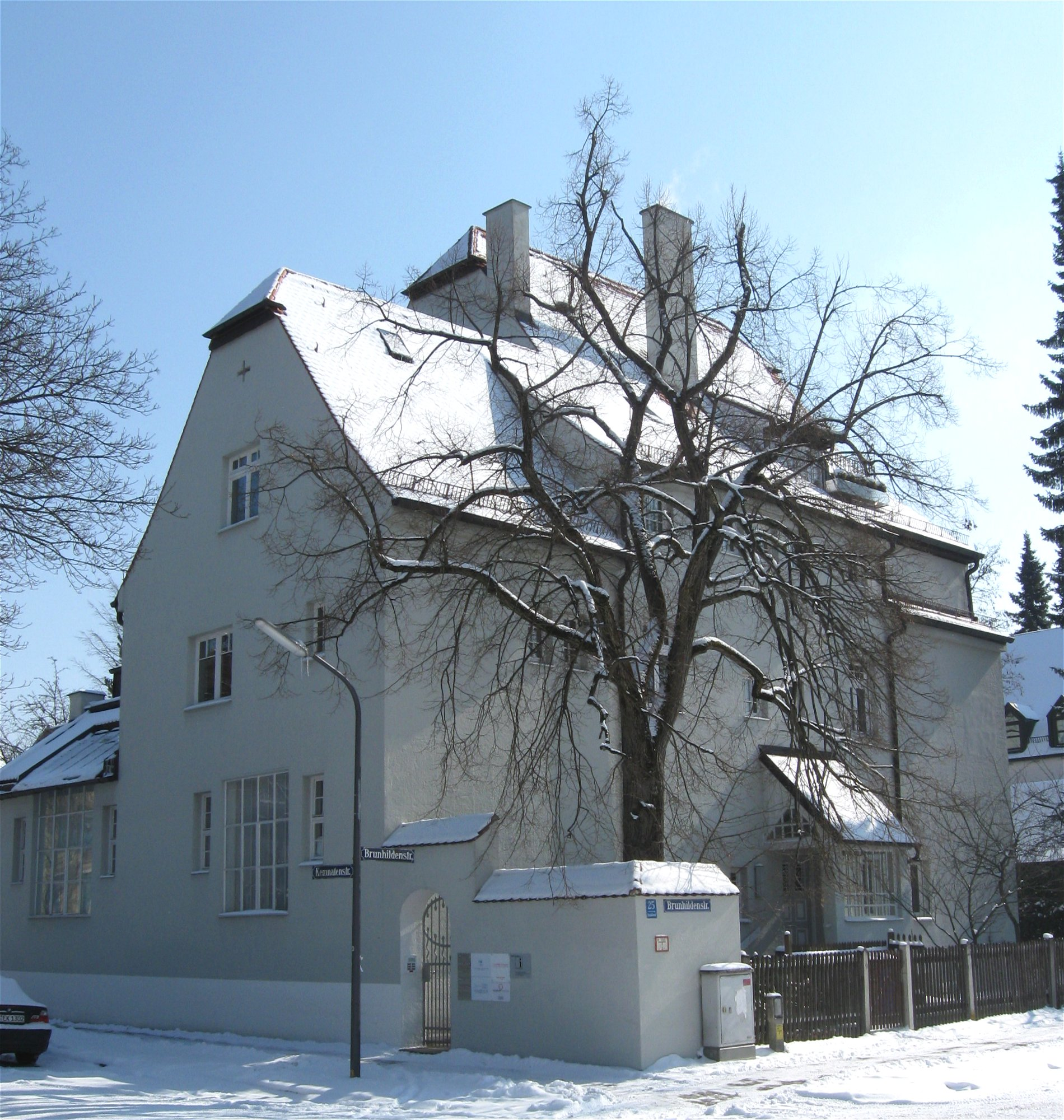
Villa Brunhildenstraße 25 in München
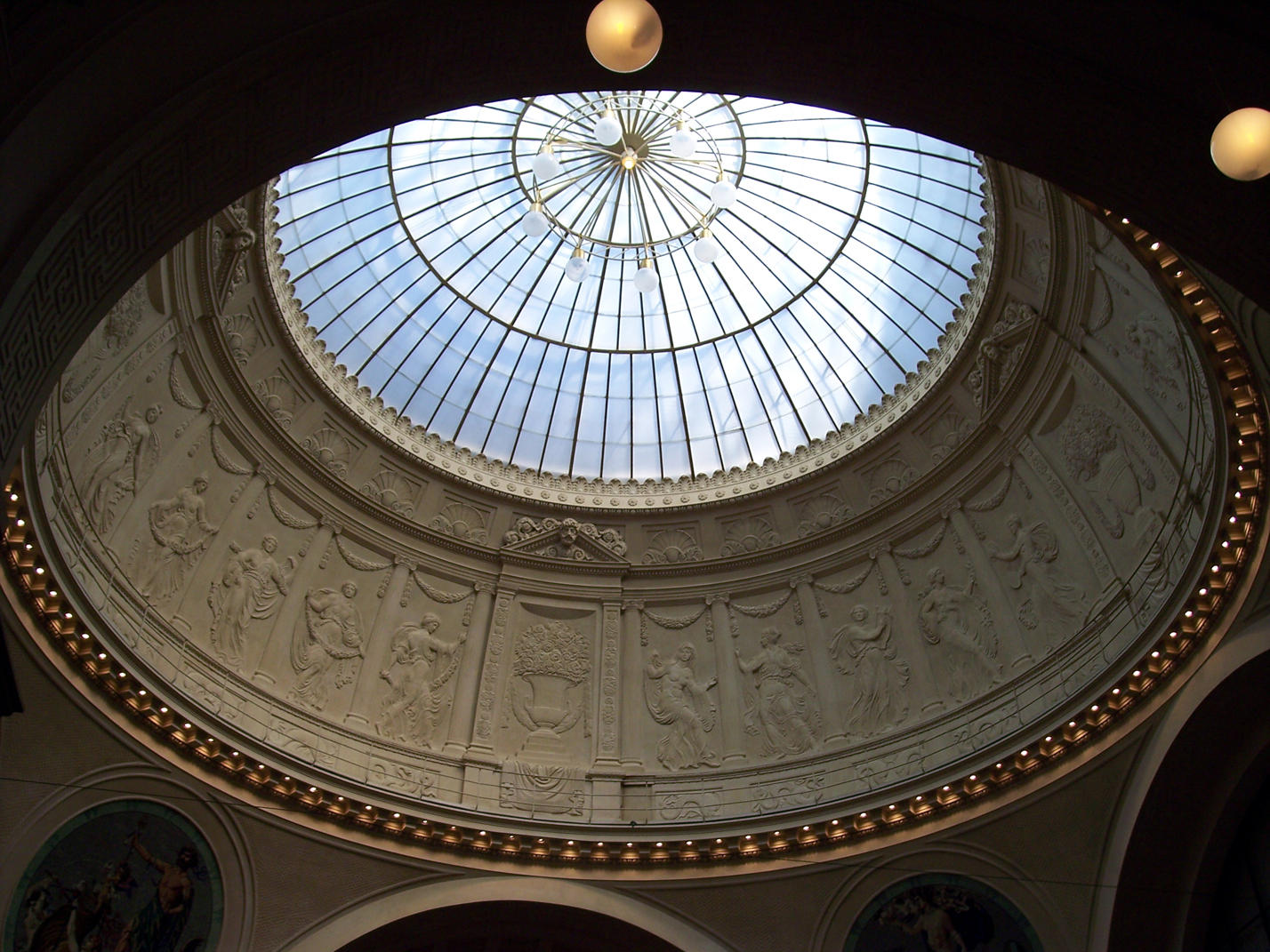
Kuppel der Wandelhalle des Wiesbadener Kurhauses
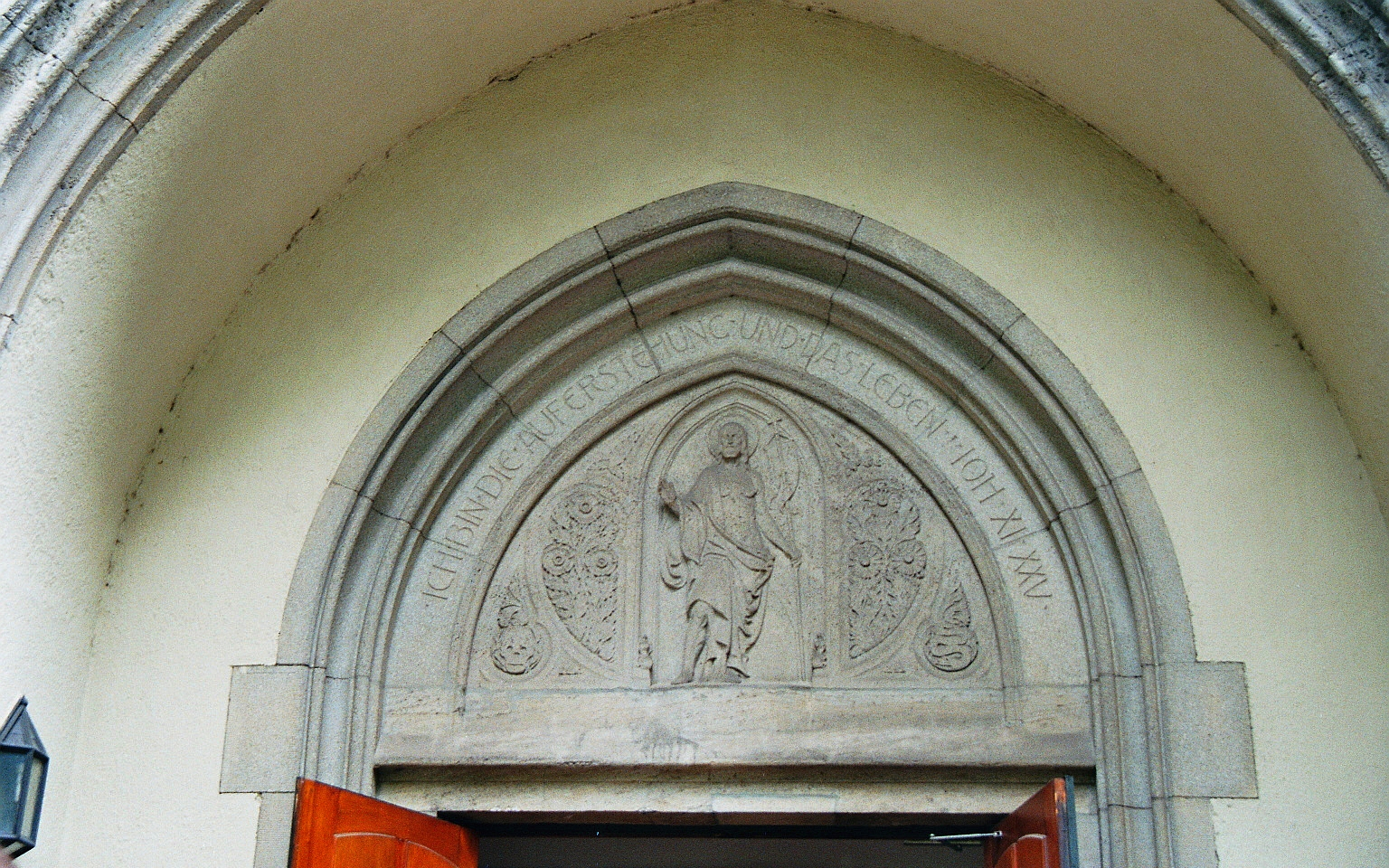
Portal der Christuskirche München
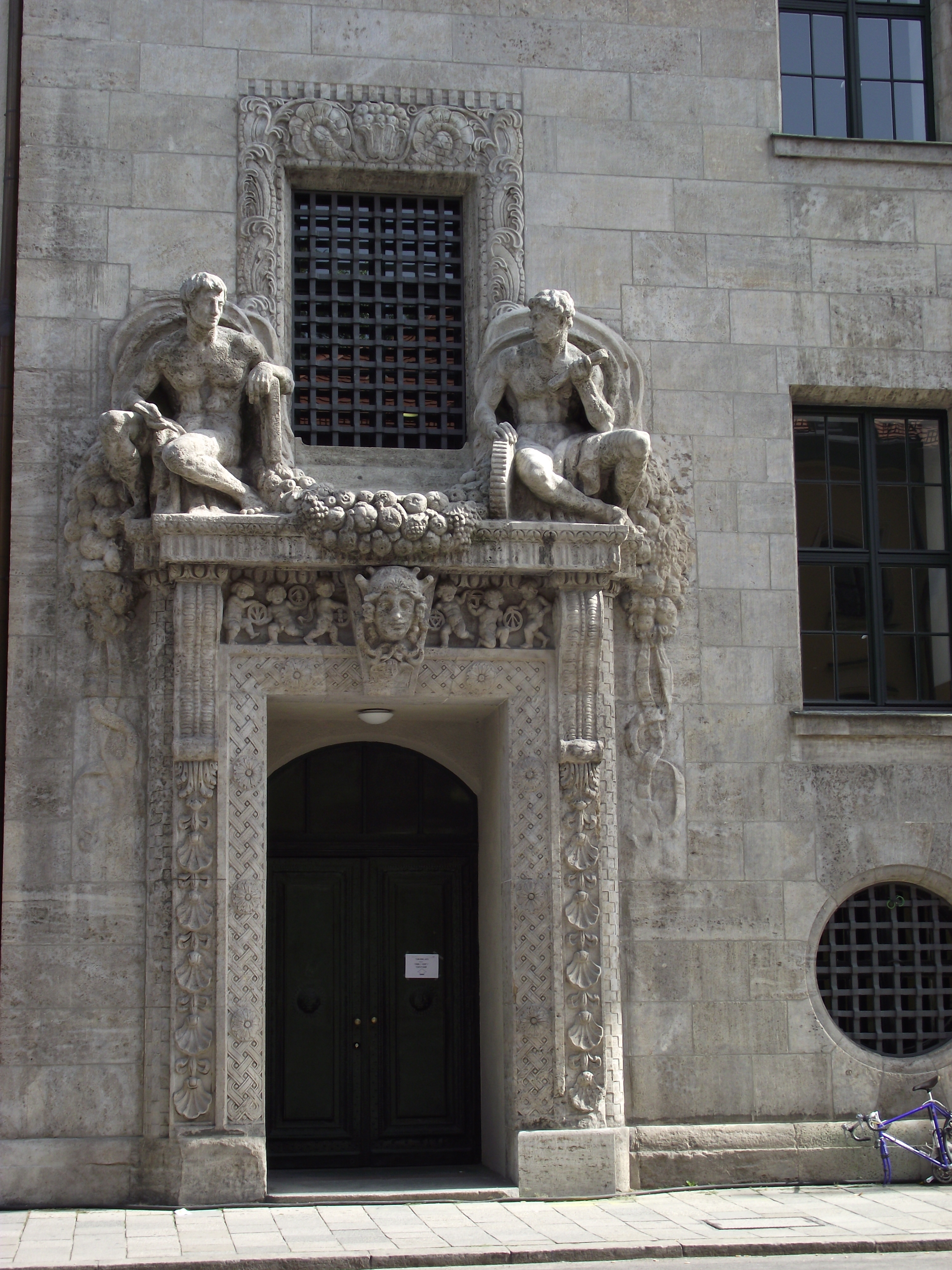
Portal des Thiersch-Turmes der TU München
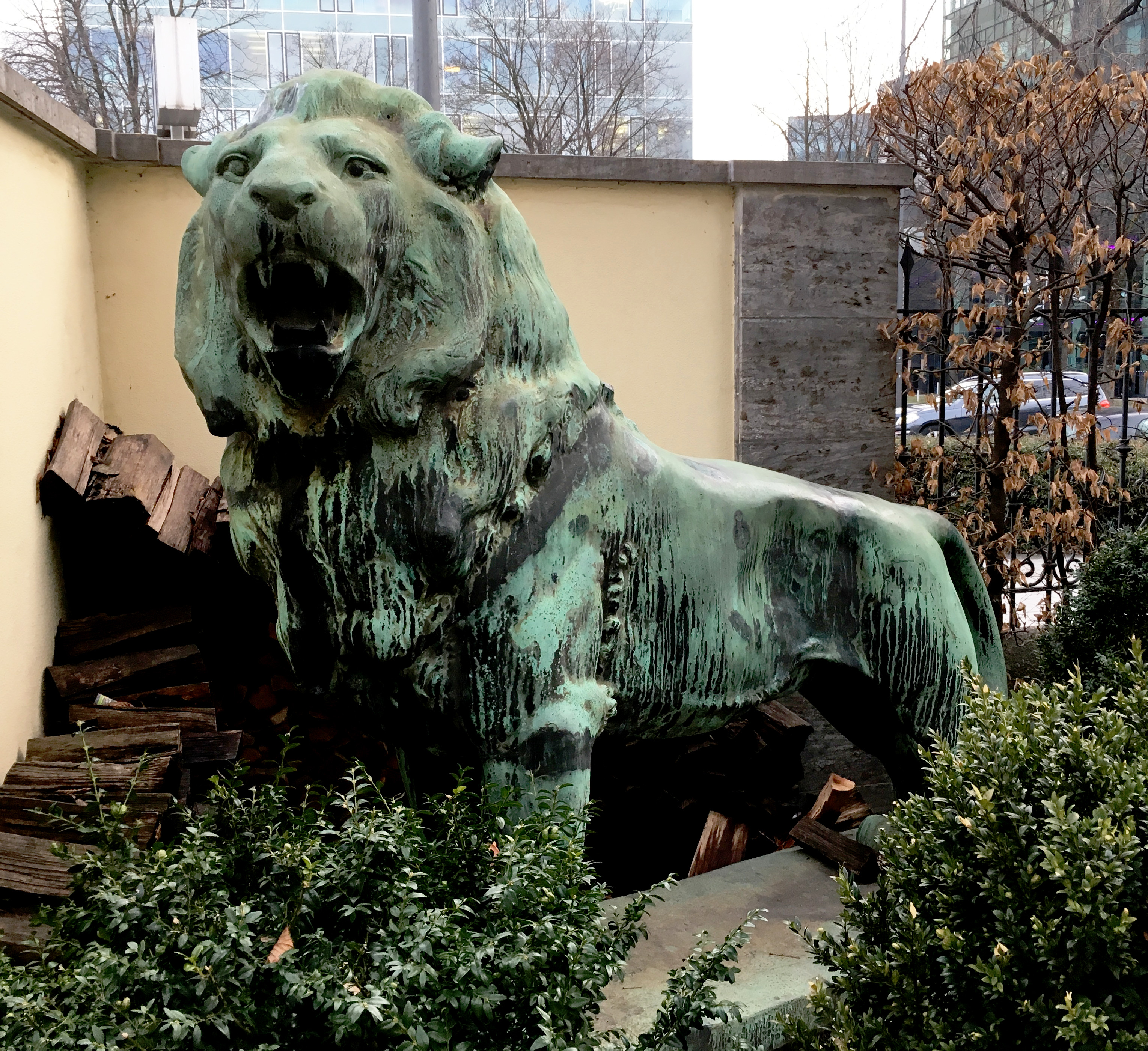
Bronzelöwe in München, Nymphenburger Straße
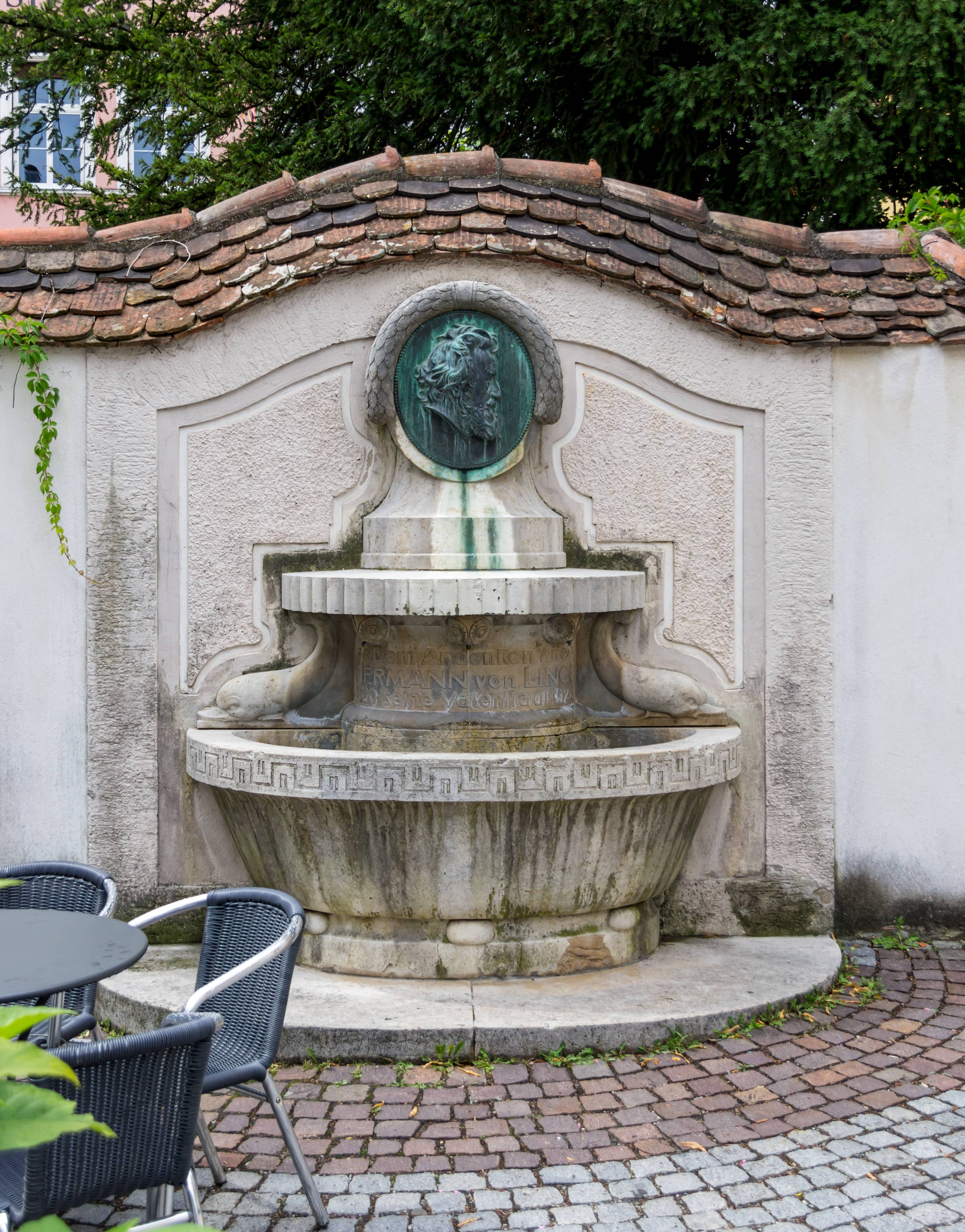
Lingg-Brunnen in Lindau (Bodensee)
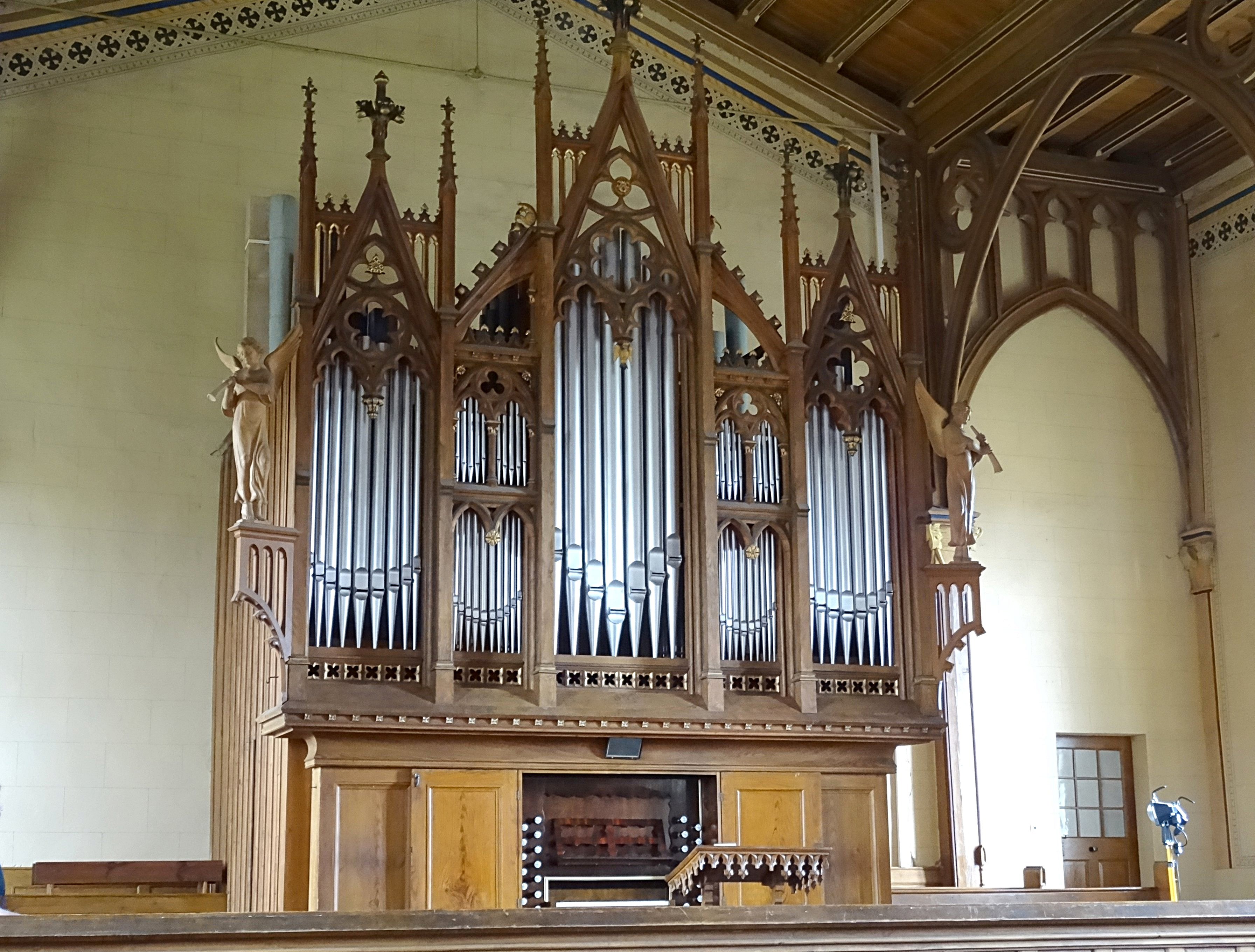
Orgel der St.-Maria-Magdalena-Kirche Bad Bibra

## Auszeichnungen
- Bayerischer Verdienstorden vom Heiligen Michael IV. Klasse mit Krone,[47]
- Bayerische Prinzregent-Luitpold-Medaille in Silber,[3][47]
- Preußischer Königlich-Preußischer Roter Adlerorden IV. Klasse.[3][47][48]
- Gold- und Silbermedaille anlässlich der Dritten Deutschen Kunstgewerbeausstellung Dresden 1906.[49][3]